# Harunobu Suzuki
Harunobu Suzuki (鈴木 春信, asi 1725 — 7. července 1770 Edo), vlastním jménem Harunobu Hozumi (穂積 春信), byl japonský výtvarník, významný představitel žánru ukijo-e.
O jeho osobním životě se ví jen málo, odhaduje se, že narodil roku 1724 nebo 1725 v Kjótu nebo Edu a pocházel ze samurajského rodu. Jeho učitelem byl Nišikawa Sukenobu, na jeho tvorbu měla vliv také škola Kanó a škola Torii. Byl tvůrcem barevných tisků z dřevěných štočků zvaných nišiki-e; vynález této techniky je mu zřejmě přisuzován neprávem, ale zasloužil se v šedesátých letech 18. století o její rozšíření a maximálně využil jejího potenciálu. Vytvářel populární tištěné kalendáře ve stylu „obrazů prchavého světa“: vybíral si náměty ze všedního života, zobrazoval prostitutky, herce kabuki a zápasníky sumó. Proslul zejména mistrovskými obrazy atraktivních mladých žen (bidžinga), často v jednoznačně erotických pózách (šunga). Je autorem cyklu Osm pohledů do pokojů, v němž ironicky parafrázoval tradiční díla čínské krajinomalby, jejichž náměty přesadil do intimních interiérů.

## Galerie

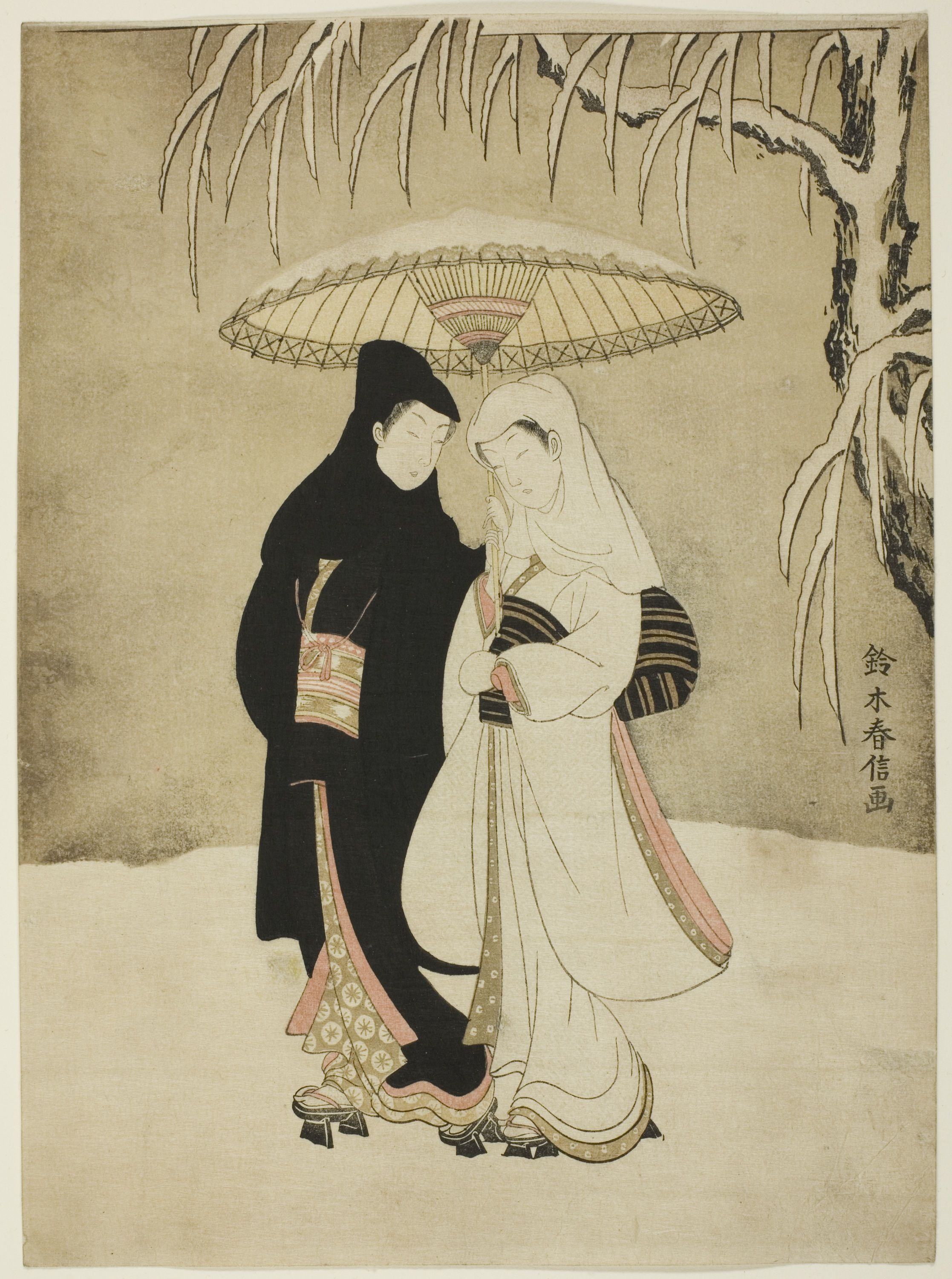
Milenci pod deštníkem
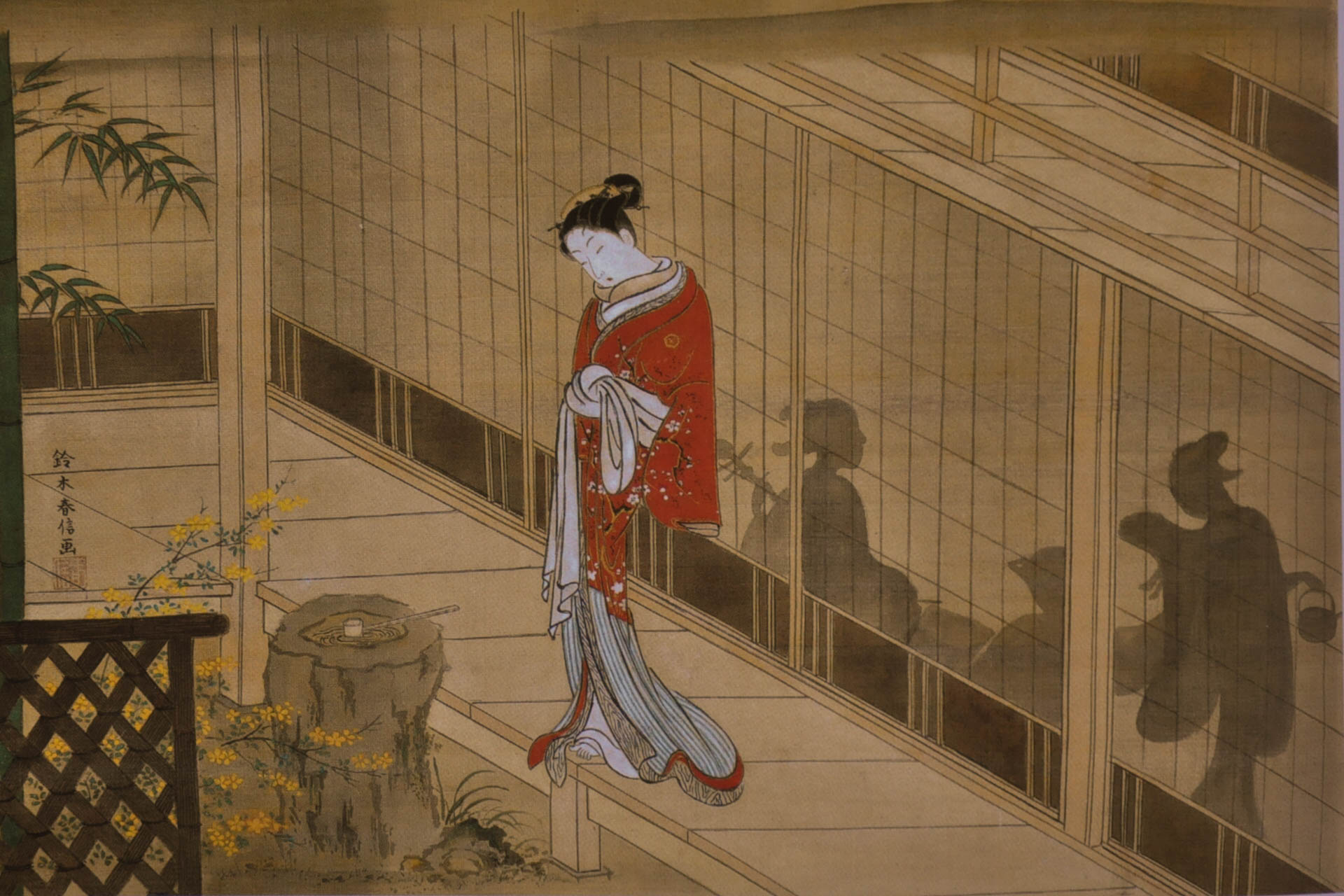
Na verandě nevěstince
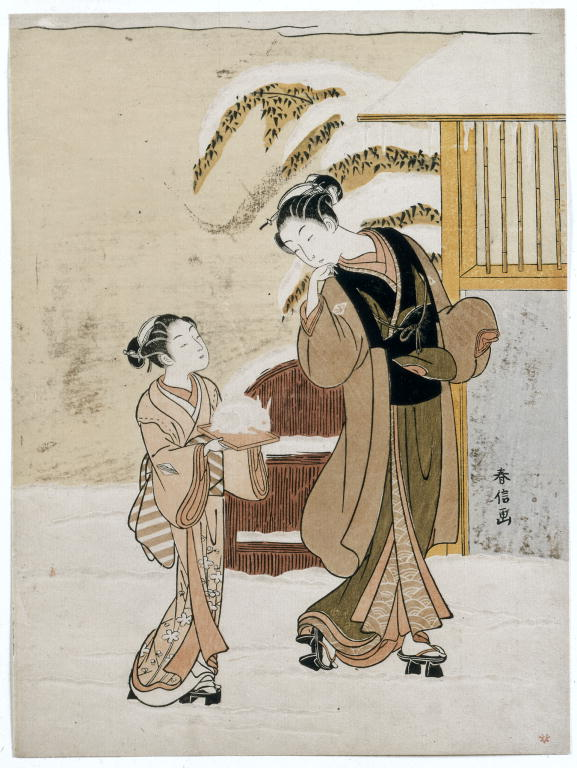
Dívka obdivuje bílého králíka